# Madeleine Pauliac
Madeleine Jeanne Marie Pauliac (ur. 17 września 1912 w Villeneuve-sur-Lot, zm. 13 lutego 1946 pod Sochaczewem) – francuska pediatra, członkini francuskiego ruchu oporu i Francuskiego Czerwonego Krzyża.
Urodziła się w 1912 roku, w Villeneuve-sur-Lot, a zginęła na służbie, w wypadku samochodowym w okolicach Warszawy w 1946. Była oficerem medycznym podczas francuskiej misji repatriacyjnej w 1945, kiedy to przez osiem miesięcy na niebezpiecznym terenie zdewastowanej Polski, brała udział w ratowaniu rannych Francuzów, znajdujących się na terytorium opanowanym przez armię radziecką podczas operacji wiślańsko-odrzańskiej.

## Życiorys

### Młodość
Madeleine Jeanne Marie Pauliac była wnuczką Octave’a Pauliaca, założyciela jednej z trzech głównych fabryk konserw w mieście Villeneuve-sur-Lot oraz p.o. burmistrza tego miasta w czasie I Wojny Światowej. Wytwórnia konserw Pauliac, zbudowana została w 1905 przez architekta Gastona Rapina i zatrudniała wówczas około setki robotników.
Madeleine Pauliac miała trzy i pół roku, kiedy 30 marca 1916, jej ojciec Roger, aspirant osiemdziesiątego ósmego pułku piechoty francuskiej, zginął w lesie, w Avocourt, podczas jednego z bombardowań w trakcie bitwy pod Verdun. Osierocona Madeleine dorastała ze swoją o rok starszą siostrą Anne-Marie, w Nicei, gdzie ich matka, Korsykanka, wychowywała je zgodnie z tradycją katolicką.
Decyzją sądu, na czas trwania wakacji dziewczynki miały znajdować się pod opieką babci ze strony ojca, mieszkającej w Villeneuve. W dużej willi pod numerem 15 przy ulicy d’Agen, nastolatki były zachęcane przez wdowę, kierowniczkę fabryki konserw, do nauki, uprawiania sportu, niezależności.
Siostry zdały maturę i zostały wysłane przez babcię na studia do Paryża. Tam na początku 1929 roku, o rok wcześniej niż jej rówieśnicy, Madeleine Pauliac rozpoczęła studia medyczne. W 1932, ukończyła staż pod okiem profesora Pierre’a Nobécourta i w 1939 zdobyła tytuł lekarza medycyny, jako jedna z trzystu pięćdziesięciu francuskich kobiet.

### Początki działalności na rzecz ruchu oporu
Podczas okupacji, Madeleine Pauliac zaczęła wykorzystywać swoją wiedzę medyczną w działaniu na rzecz ruchu oporu, podczas gdy jej narzeczony wyjechał do pracy w Stanach Zjednoczonych. Swoje obowiązki pełniła na oddziale szpitala pediatrycznego w Paryżu, Enfants malades, który specjalizował się w leczeniu błonicy. Cieszył się on poważaniem, gdyż w 1894 roku, Auguste Chaillou zapoczątkował tam seroterapię przeciwko błonicy. Pauliac brała udział w organizacji zaopatrzenia dla oddziałów partyzanckich francuskiego ruchu oporu (maquis) oraz niosła pomoc alianckim spadochroniarzom. Jej prace naukowe jako asystentki szpitala uniwersyteckiego, zostały przedstawione na konferencji pod męskim przewodnictwem szefa kliniki rezydentów. Dostarczyła w nich wyniki badań nad skutecznością leczenia błonicy oraz przyczyniła się do analizy protokołu szczepień, który we Francji nie był wtedy jeszcze rozpowszechniony.
W sierpniu 1944, brała udział w wyzwoleniu Paryża. W trakcie bitwy o Wogezy, dołączyła do służby medycznej drugiej dywizji pancernej. 30 listopada, w trakcie bitwy o Alzację, jej stanowisko we Francuskich Siłach Wewnętrznych zostało sformalizowane i otrzymała stopień porucznika Wojskowej Służby Medycznej (SSA – Service de santé des armées)
Z tego powodu generał de Gaulle osobiście wezwał ją do siebie i powierzył jej misję sanitarną w ramach akcji repatriacyjnej pięciuset tysięcy francuskich obywateli, którzy znajdowali się na terenie podbitym przez Armię Czerwoną. Wielu z nich znajdowało się w obozach pracy (z decyzji STO – service du travail obligatoire; Obowiązkowa służba pracy). Stanowiło to problem, nad którego rozwiązaniem, przez dwa lata pracował Francis Huré, reprezentant Francuskiego Komitetu Wyzwolenia Narodowego (CFLN – Comité français de Libération nationale) w Moskwie. Ich celem było nie dopuścić, aby więźniowie stali się zakładnikami oraz aby nie zostali deportowani w ręce Sowietów, gdzie zostaliby zdani na ich łaskę. Minister Henri Frenay, z ministerstwa do spraw więźniów, zesłańców i uchodźców (PDR- Ministère des prisonniers, déportés et réfugiés), którego sekretarzem generalnym był François Mitterrand, organizował misje w Berlinie, Pradze, a nawet w Moskwie, podczas gdy sytuacja na samym froncie wschodnim była odmienna. Nie posiadali tam operacyjnego oddziału medycznego. W 1945 roku, 26 lutego, Pauliac otrzymała swój przydział do Polski, na trzeci front Ukraiński.

### Praca dla francuskiej misji repatriacyjnej (wiosna 1945)
28 marca 1945, Madeleine Pauliac została wysłana przez generała Juina do generała Catroux, ambasadora Francji w ZSRR, który przyjął ją w Moskwie 2 kwietnia 1945 roku. Natomiast 20 kwietnia 1945, powierzono jej stanowisko szefa misji Francuskiego Czerwonego Krzyża, ordynatora francuskiego szpitala, otwartego na tę okazję w Warszawie, przy ulicy Krynicznej 6, w opuszczonym budynku Polskiego Czerwonego Krzyża. Klinika ta stanowiła kontynuację świadczeń zapewnianych do tej pory w sposób niepewny, niemalże bez potrzebnych środków, przez dowódcę Charlesa Liebera do dnia jego wyjazdu. Tymczasowo również, podlegała administracyjnie ministerstwu do spraw więźniów, zesłańców i uchodźców (PDR- Ministère des prisonniers, déportés et réfugiés).
Madeleine dotarła na miejsce 2 maja 1945 gdzie budynek został szybko wyposażony dzięki środkom udostępnionym przez ambasadora, Rogera Garreau. Zastała tam dwudziestu francuskich wolontariuszy, byłych więźniów i jednego lekarza, Liebera. Było tam piętnaście łóżek i około osiemdziesięciu pięciu pacjentów. Tyfus, gruźlica, świerzb, ogólne wyniszczenie organizmu, sekcje zwłok, zespół stresu pourazowego i ciągła służba na ostrym dyżurze stały się codziennością doktor Pauliac. Jej rolą podczas francuskiej misji repatriacyjnej była; z pomocą przedstawiciela Francuskiego Komitetu Wyzwolenia Narodowego (CFLN – Comité français de Libération nationale), Christiana Fouchet; organizacja i prowadzenie akcji Francuskiego Czerwonego Krzyża, który odnajdywał, zapewniał opiekę medyczną i ewakuował francuskich więźniów. Dotychczas mogli oni być wyłącznie kierowani przez znajdujących się wśród nich lekarzy wojskowych do radzieckich szpitali. Repatriacje nieuzasadnione względami zdrowotnymi stanowiły największą liczbę ekspedycji, które zostały powierzone misji wojskowej, koordynowanej na miejscu przez pułkownika piechoty morskiej.
Rozmaite organy rządu tymczasowego Republiki Francuskiej zlecały doktor Pauliac przygotowywanie raportów na temat sytuacji lokalnej. Udała się ona do niemieckiego nazistowskiego obozu koncentracyjnego Majdanek, gdzie usiłowała opisać system eksterminacji. Jeden z francuskich członków ruchu oporu, przydzielony do pracy w krematorium, w Sonderkommando, opowiedział jej z mrożącą krew w żyłach obojętnością, jak przez dziesięć miesięcy musiał wkładać do pieca ciała, które niekiedy jęczały i poruszały się, a następnie jak ciche spojrzenia tych żywych trupów pozostawały w nim utkwione. To tam 8 maja 1945 roku Pauliac dowiedziała się, że wojna dobiegła końca.
Tematem kolejnych dwóch raportów były podróże do Torunia, Gdańska oraz Gdyni. Pierwszy został zaadresowany 19 czerwca 1945 do Étienne’a Burina des Roziers, dyrektora gabinetu generała de Gaulle’a. Odpowiedział on jej osobiście 25 sierpnia 1945, kiedy pierwsze porozumienie z 29 czerwca między Francją a ZSRR było podpisane i zezwalało organizacji na repatriację wszystkich więźniów przetrzymywanych przez Sowietów, którzy deklarowali się być Francuzami, czy to cywilami czy wojskowymi.
Drugi raport, zaadresowany do Rogera Garreau, opisywał takie okropności, jak na przykład stosy ciał pozbawianych głów w kadziach, w fabryce mydła. Dokumentował systematyczne gwałty żołnierzy Armii Czerwonej na kobietach, nastolatkach, ciężarnych, zakonnicach czy staruszkach.

### Raport z Warszawy
19 czerwca 1945 roku wysłała raport z Gdańska do Étienne Burin des Roziers, szefa sztabu generała de Gaulle.
„25 maja z prezesem PCK Christiansem i wysłannikiem amerykańskiego Czerwonego Krzyża, w konwoju dwóch ciężarówek, wyruszyliśmy do Gdańska. Drogi są w złym stanie, wszystkie mosty na Wiśle zostały barbarzyńsko zniszczone. (...) W zrujnowanym Gdańsku stoją szkielety domów, (...) w niektórych częściach miasta śmierdzi, tramwaje leżą przewrócone, niektóre spalone. Widziałam niemieckie pociągi pancerne w bardzo dobrym stanie. (...) Codziennie na ulicach zauważam niemieckich i polskich uchodźców. Prowadzą wyścigi, kto pierwszy dotrze do pustych domów, Polacy skarżą się, że Rosjanie faworyzują Niemców (...). Uchodźcy poruszają się pieszo, z bagażem na plecach. Widziałam też dwie pełne godności siostry zakonne pchające wózki z dobytkiem. (...) Na ulicach mało ludzi, większość to kobiety z dziećmi i starcy. Mijamy ich koczujących na polach i wśród ruin, powinni pracować, ale kontroli nie ma, więc nie robią nic. Spałam w Langfuhrcie, trzy kilometry od Gdańska, w domu Polskiego Czerwonego Krzyża (...). W dzień po moim przyjeździe przyszła do mnie delegacja pięciu niemieckich zakonnic katolickich pracujących dla Czerwonego Krzyża. Było ich 25, 15 nie żyje, zostały zgwałcone, a potem zamordowane przez Rosjan. Dziesięć ocalałych zakonnic też zostało zgwałconych, niektóre 42, a inne 35 lub 50 razy. Pięć z nich jest w ciąży i przyszły do mnie po radę, chciały dowiedzieć się więcej o aborcji, której można by dokonać w sekrecie. (...) Rosjanom nie wystarczają gwałty na Niemkach, Polkach i Francuzkach, biorą się też do Rosjanek, wszystkie kobiety między 12. a 70. rokiem życia. (...). Chirurg ze szpitala w Gdyni wyznał, że codziennie szyje krocza zgwałconych dziewczynek. Jeden Francuz opowiadał, że na porodówkę w Gdyni, gdzie pracował, napadli Rosjanie. Zgwałcili wszystkie kobiety przed porodem i wszystkie te tuż po porodzie. Porodówki pilnowali polscy żołnierze, by bronić swoich rodaczek, i codziennie odbywały się krwawe bijatyki w walce o kobiety. Są tysiące podobnych historii, co oznacza, że w granicach stu kilometrów nie ma ani jednej dziewicy. Wcale nie zdziwił mnie więc widok uprawiającego miłość żołnierza w jednym z pobliskich parków. (...) Przy Adolf Hitler Strasse odwiedziłam fabrykę, w której Niemcy robili mydło z ludzkich zwłok, widziałam kadzie, a w nich setki zdekapitowanych ciał, głowy były w kadziach obok. Na jednym z ciał widziałam tatuaż polskiego marynarza, na innym napis classe 1912 wytatuowany na ramieniu. (...) Żadne z ciał nie nosiło śladów kuli, autopsja nie wykazała uszkodzeń narządów wewnętrznych. Narzędziem śmierci mogła być gilotyna. Mydło, które znaleźliśmy, służy do mycia rąk na salach operacyjnych (...) Krążą plotki. Czy to prawda, że Ameryka wypowiedziała Rosji wojnę? Czy to prawda, że trzy transporty z Odessy zostały zatopione na Morzu Czarnym i 15 tysięcy Francuzów utopiło się? Czy to prawda, że Paryż jest w ruinie, a z wieży Eiffla pozostało jedno piętro?”

### Misja Błękitny Szwadron i SIPEG (koniec roku 1945)
27 lipca 1945, w Warszawie do Madeleine Pauliac dołączyła pierwsza mobilna jednostka Czerwonego Krzyża, która wyruszyła 23 lipca z Constance sur le Lac. Było to dziesięć młodych pielęgniarek, ochotniczych sanitariuszek, Violette Guillot, która dowodziła pięcioma ambulansami marki Austin, podarowanymi Francuskiemu Czerwonemu Krzyżowi przez Jerzego VI Windsora. Z Paryża, który opuściły w połowie kwietnia, przez Niemcy podążały już wraz z siódmą armią Stanów Zjednoczonych, mijając po drodze obozy koncentracyjne w Dachau i Buchenwald.
W ramach misji Błękitny Szwadron (l’Escadron Bleu), którą dowodziła Madeleine Pauliac, przez trzy i pół miesiąca zrealizowano ponad dwieście wypraw po całej Polsce, a czasami sięgały one aż do ZSRR. Zgodnie z zeznaniami, Francuzi w obozach, szpitalach czy na dworcach, stale przesiedlani przez zdezorientowane władze rosyjskie, jak i Malgré-nous z obozu w Tambowie, zostali odbici z rąk nieprzyjaciela dzięki odwadze Madeleine Pauliac. Operacjom tym zawsze towarzyszyła niepewność i często były niebezpieczne, jak na przykład „uprowadzenie” ośmiu Francuzów przebywających w szpitalu w Białymstoku, które odbyło się pod ostrzałem kul.
Ewakuacje medyczne odbywały się raz lub dwa razy w tygodniu, z pomocą amerykańskiego samolotu transportowego Dakota, który zapewniał łączność powietrzną z lotniskiem Le Bourget. Podróż taka trwała jeden dzień i pozwalała na transport dwudziestu pięciu pasażerów. Od 18 sierpnia 1945 misja liczyła dwóch dodatkowych lekarzy, dziewięciu oficerów, piętnaście pielęgniarek lub pielęgniarzy, siedem ambulansów, trzy furgonetki i trzy samochody z kierowcami. Otrzymywali oni wsparcie materialne i operacyjne z jednego z dwóch pociągów SIPEG (Service interministériel de protection contre les événements de guerre – Międzyresortowy oddział na rzecz ofiar wydarzeń wojennych), doktora i kapitana Denise’a Bourgeois. Stacjonowały one na dworcu w Grochowie i było to szesnaście wagonów z sześćdziesięcioma specjalistycznymi łóżkami, stołówką, laboratorium, oddziałem położniczym, salą operacyjną. Odjechały one dopiero 8 października 1945. W międzyczasie, 18 i 23 września, zostały przeprowadzone drogą kolejową dwie medyczne ewakuacje, najpierw trzystu siedemdziesięciu ośmiu osób, a następnie czterystu dwunastu.
29 września 1945, Madeleine Pauliac razem ze swoim zastępcą, doktorem Luquetem, wyruszyli w jednej z dwóch karetek, w pościg drogą z Łodzi do Kalisza, za pociągiem pełnym więźniów, ewakuowanych z obozu w Tambowie. Dotychczas już kilkukrotnie w ten sposób udawało się uratować rannych, dla których taka podróż mogła zakończyć się śmiercią. Pojazd, w którym znajdowała się Pauliac, wywrócił się podczas wybuchu mostu. W wyniku tego wypadku Madeleine miała dwa złamane żebra a zdjęcie wykonane przenośnym aparatem rentgenowskim wykazało pękniecie czaszki. Jednakże doktor Pauliac potrzebowała jedynie kilku dni, aby nie bacząc na wskazania medyczne, czy rady przyjaciół, z ogoloną i zabandażowaną głową, powrócić do swoich obowiązków, aplikując sobie przy tym morfinę.

### Śmierć
14 listopada 1945, trzy dni po rozwiązaniu misji Błękitny Szwadron, kiedy zlikwidowano również Ministerstwo do spraw więźniów, zesłańców i uchodźców (PDR- Ministère des prisonniers, déportés et réfugiés), francuska misja repatriacyjna została zakończona, a żelazna kurtyna opadła. Madeleine Pauliac pozostała na miejscu z kilkoma cywilnymi wolontariuszami, aby uwolnić siedmiuset Francuzów, którzy nadal nie zostali wypuszczeni na wolność.
Potajemnie, tak jak to przysięgała, kontynuowała opiekę nad zakonnicami klasztoru umieszczonego w głębi lasu, trzydzieści kilometrów od Warszawy. Sprawowała ją od początku czerwca. Kobiety te zostały zgwałcone przez pokonanych żołnierzy niemieckich, a następnie, trzydzieści razy z rzędu przez żołnierzy Armii Czerwonej. Podobnie jak pięć zakonnic, które Pauliac spotkała w Gdańsku. One jako jedyne z dwudziestu przeżyły te ataki, a najmłodsze z nich urodziły dzieci. Dzięki wsparciu Arthura Blissa Lane’a, ambasadora Stanów Zjednoczonych i Louisa Christiansa, przewodniczącego Polskiego Czerwonego Krzyża, dzieci, których matki zakonnice nie chciały, zostały ewakuowane samolotem. Razem z grupą kilku polskich sierot, w sumie dwadzieścioro czworo dzieci, umieszczone je anonimowo we francuskich rodzinach zastępczych.
Madeleine wróciła do Veilleneuve kilka dni przed Bożym Narodzeniem. Powrót do normalnego życia był dla niej trudny tak jak i dla jej współpracowników, którzy widzieli obozową grozę, przeżyli godzinę zero, doświadczyli strachu oraz żałoby. 28 stycznia 1946 Madeleine Pauliac wyjechała z misją dla SIPEG, tak jak to obiecała siostrze przełożonej, które jej oczekiwała. W tym czasie, jej narzeczony został wezwany do pracy, do Singapuru.
13 lutego 1946, około godziny 20:00, na oblodzonej i zaśnieżonej drodze prowadzącej z Łowicza do Sochaczewa, sześćdziesiąt kilometrów na zachód od Warszawy, samochód Ambasady francuskiej, w którym Madeleine jechała z pułkownikiem Georges’em Sazy’m, przedstawicielem francuskich interesów handlowych w skolektywizowanej już Polsce uderzył w drzewo na zakręcie. Dwoje pasażerów poniosło śmierć na miejscu. Znaleziono przy niej znaczek France Libre. Trzy dni później, ich zamknięte trumny, po uroczystej ceremonii, zostały pochowane na cmentarzu Powązkowskim, w części cywilnej. Stamtąd, Madeleine Pauliac została przetransportowana do Veilleneuve-sur-Lot, gdzie 27 lipca 1947, w obecności tłumu ludzi oraz władz, została przeniesiona do rodzinnego grobowca, w asyście towarzyszy z misji Błękitny Szwadron oraz delegatów Francuskich sił wewnętrznych.

## Prace naukowe
- 1939 praca dyplomowa pt. „Les Dérivés sulfamidés et leur action dans le traitement des méningites cérébro-spinales à méningocoques”[6][7]
- 1944 Madeleine Pauliac i Maurice Lamy pt. „Douze mois au pavillon de la diaphtérie aux Enfants Malades”.

## Upamiętnienie
10 sierpnia 1945, Madeleine Pauliac otrzymała Odznakę Honorową Polskiego Czerwonego Krzyża I stopnia.
Pośmiertnie uzyskała również status poległego za Francję, tytuł kawalera Orderu Narodowego Legii Honorowej oraz nadano jej Krzyż Wojenny 1939–1945, z palmą.
Film fabularny Niewinne (2016), został wyreżyserowany przez Anne Fontaine, na podstawie pamiętników, listów i raportów przekazanych scenarzystom przez Philippe’a Mayniala, bratanka Madeleine Pauliac. Zainspirowany został jednym z etapów jej misji w Polsce. Odtwórczynią postaci Madeleine Pauliac była aktorka Lou de Laâge. Pod tytułem Agnus Dei, w styczniu 2016 roku film został przedstawiony na festiwalu Sundance Film Festival. Natomiast już pod tytułem Niewinne był nominowany do nagrody filmowej César 2017 w czterech kategoriach: najlepszy film, najlepszy reżyser, najlepsze zdjęcia oraz najlepszy scenariusz oryginalny.
Ksiązka Philippe’a Mayniala Madeleine Pauliac l’insoumise, została wydana 16 lutego 2017, przez wydawnictwo Éditions XO. Ta chwalona przez media powieść, odtwarza przebieg misji dowodzonych przez Madeleine Pauliac w 1945 roku. Widzimy jak na początku główna bohaterka działa sama, a następnie ze wsparciem ze strony jedenastu młodych sanitariuszek oraz pielęgniarek z misji Błękitny Szwadron. Książka ukazuje również elementy biograficzne, za pomocą których autor stara się opisać działalność humanitarną, której Madeleine podjęła się w tajemnicy.
8 marca 2018, w Międzynarodowym Dniu Kobiet, burmistrz miasta Villeneuve-sur-Lot, Patrick Cassany, nadał imię Madeleine Pauliac jednej z ulic, przy czym obecny był jej bratanek, Philippe Maynial.